# Aleptina xithos
Aleptina xithos är en fjärilsart som beskrevs av Dyar 1912. Aleptina xithos ingår i släktet Aleptina och familjen nattflyn. Inga underarter finns listade i Catalogue of Life.